# Катастрофа Ил-18 в Асуане
В четверг 20 марта 1969 года в Асуане при посадке потерпел катастрофу Ил-18Д компании United Arab Airlines, в результате чего погибли 100 человек.

## Самолёт
Ил-18Д с бортовым номером SU-APC (заводской — 188011301, серийный — 113-01) был выпущен заводом ММЗ «Знамя Труда» в 1968 году. После завершения испытаний ориентировочно к 4 марта 1969 года передан египетской United Arab Airlines.

## Катастрофа
Самолёт выполнял чартерный рейс из Джидды в Асуан. На его борту находились 7 членов экипажа и 98 паломников, которые ранее выиграли поездку в Мекку и теперь возвращались домой. Самолёт заходил на посадку ночью, к тому же в Асуане в это время была пыльная буря, из-за чего видимость упала с 10 до 2—3 километров. Два захода на посадку были прерваны, так как экипаж не увидел полосу. Третий заход выполнялся уже в два часа ночи. Чтобы лучше видеть землю, пилоты снизились ниже безопасной высоты. Но затем авиалайнер накренило влево и начало уводить в сторону. Пытаясь вернуть самолёт на посадочный курс, экипаж перевёл его в правый крен, что, однако, привело к снижению высоты. В 1120 метрах от торца ВПП самолёт врезался правой плоскостью крыла в землю. От удара плоскость оторвало, а вытекшее из повреждённых топливных баков топливо воспламенилось. Ил-18 врезался в землю и сгорел.
Прибывшие на место катастрофы аварийные службы обнаружили 9 выживших пассажиров, но позже 4 из них скончались в больницах. Всего же в катастрофе погибли 100 человек.

## Причина
Причиной катастрофы была названа ошибка экипажа, который снизился ниже безопасной высоты в условиях отсутствия видимости огней ВПП. К такой ошибке могла привести усталость экипажа, вызванная большой продолжительностью работы без соответствующих периодов отдыха.